# 布都语
布都语是一种在中国云南省江城哈尼族彝族自治县、墨江哈尼族自治县、镇沅彝族哈尼族拉祜族自治县和元江哈尼族彝族傣族自治县使用的南部彝语。
许多在1970年后出生的布都人不能使用这门语言。